# ブロンバーグB形台車

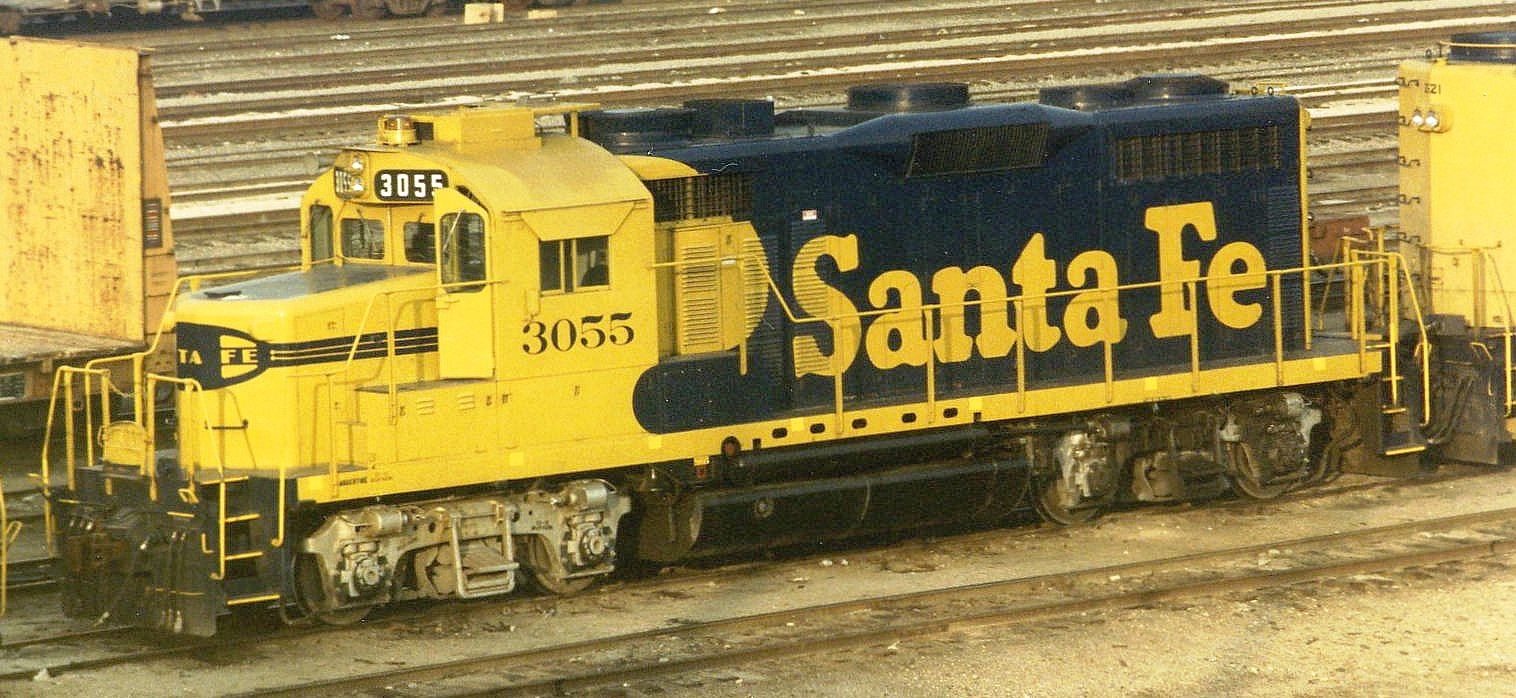
ブロンバーグB形台車を装備するサンタフェ鉄道のGP20。

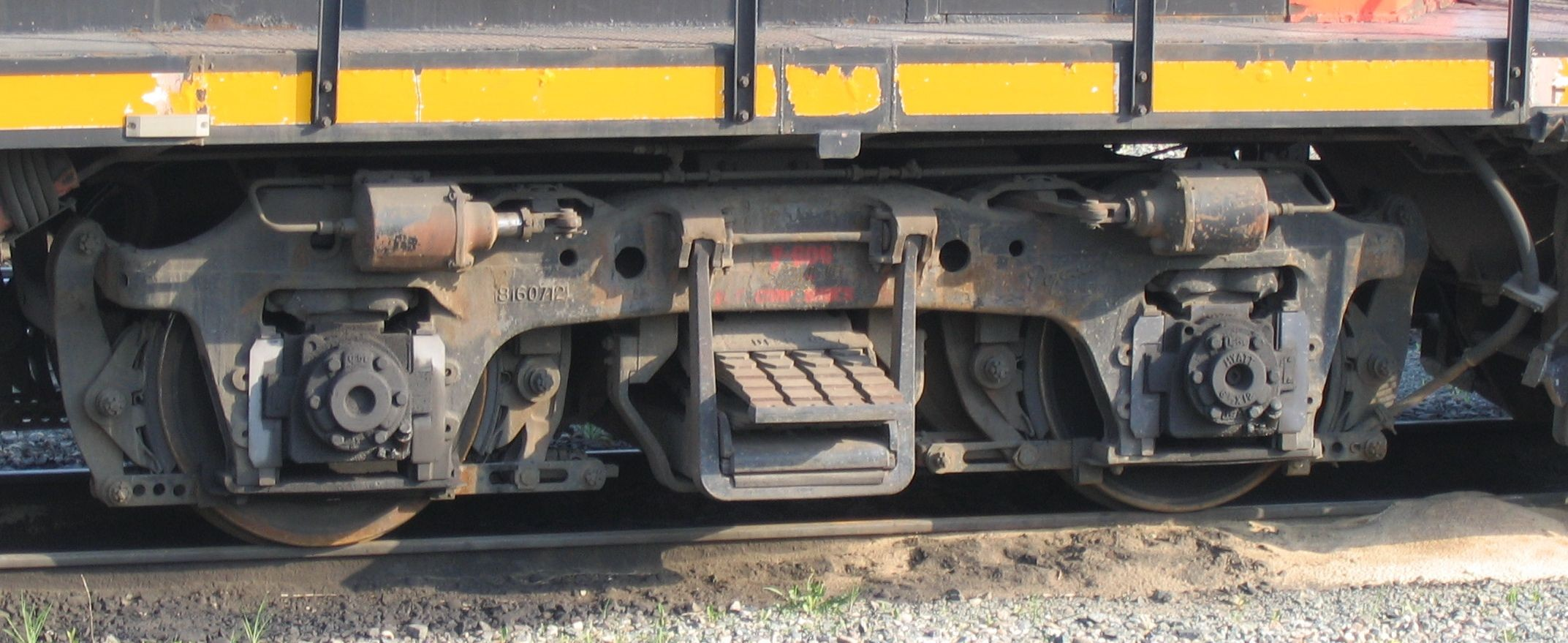
ブロンバーグB形台車近影

ブロンバーグB形台車（Blomberg B）は、アメリカ合衆国のGM-EMD製のディーゼル機関車が装着する台車のひとつである。発展型であるブロンバーグM形台車についても述べる。

## 解説
1936年にGM-EMDが発表した台車であり、同社のFTからGP60まで幅広く使用された。名称は、1年前に入社したマーティン・ブロンバーグ（Martin Blomberg）に由来する。
一番の特徴は台車側面に飛び出している揺れ枕釣りで、これが横揺れを減少させ乗り心地を向上させる。台車側面に飛び出しているために、枕バネの板バネの長さを通常の56インチ（1422mm）から96インチ（2438mm）にまで長くすることができた。ブレーキシリンダーは台車側面片側に2カ所ずつの計4つ、ブレーキシューは車輪の踏面を両側から押さえる両抱式である。

## ブロンバーグM形台車

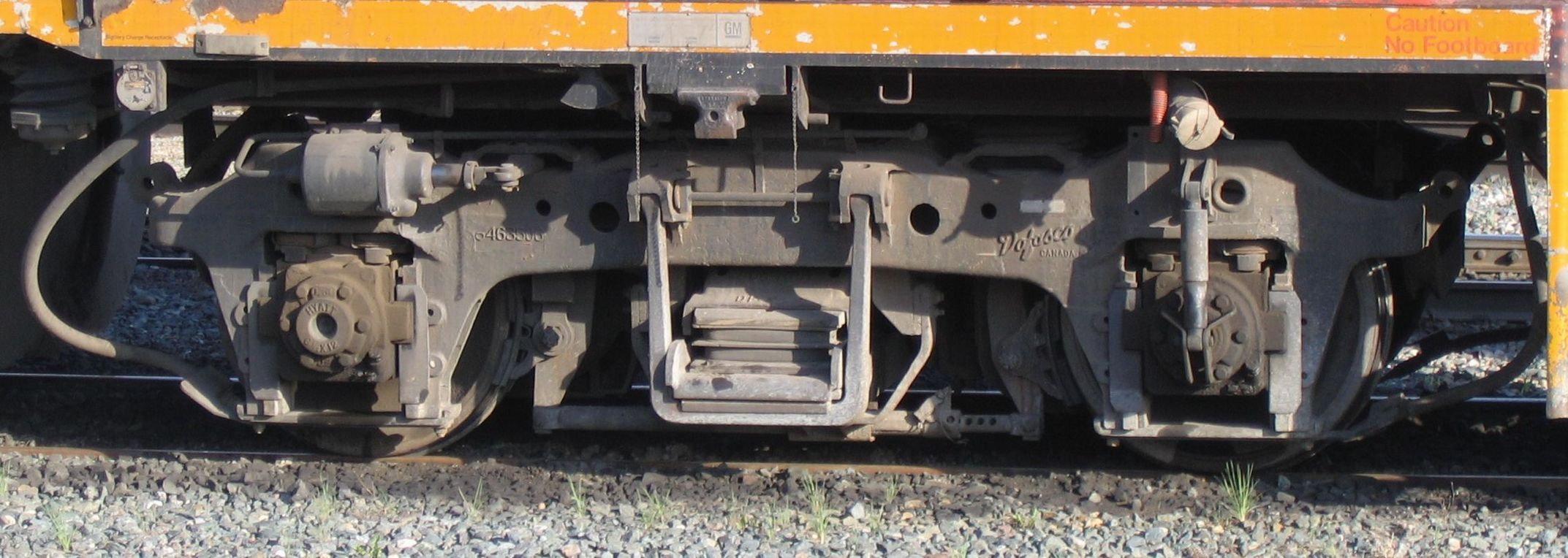
GP40-2のブロンバーグM形台車近影

4動軸のDash 2シリーズと同時に製造が開始された。ブレーキシリンダーは台車側面片側に1カ所ずつの計2つで、一方の車輪は直接、もう一方の車輪は油圧でブレーキシューを駆動する。ブレーキシューは車輪の踏面を片側から押さえる片持ち式である。また、板バネのかわりとしてゴムのパッドが使用されている。さらに、各軸にショック・ストラット(テレスコピックショックアブソーバー、写真右側の軸に装着されている)を備えている。